# Olivier Cuvellier
Olivier Cuvellier (parfois orthographié Cuvelier) est un acteur, metteur en scène et directeur artistique belge. Il est également très actif dans le doublage.

## Biographie
Olivier Cuvellier a étudié à l'Institut des arts de diffusion de 1983 à 1987.
Depuis le début de sa carrière, il joue dans plusieurs œuvres au théâtre écrits par de grands auteurs ou dramaturges. Toujours dans le domaine du théâtre, il fait aussi de la mise en scène et enseigne l'art dramatique depuis plus de vingt ans.
Pratiquant aussi le doublage, il a commencé sa carrière en France lors des années 1980 et l'a poursuivie jusqu'à la fin des années 1990. Il est ensuite retourné officier en Belgique. Au cours de ses premières années, il a notamment été la voix de Tim Robbins (dans Les Évadés et Arlington Road), de Dermot Mulroney, mais aussi de plusieurs acteurs avec plus ou moins de notoriété. Il officie également régulièrement dans l'animation ; il est notamment la voix de Jiraya dans Naruto, de plusieurs personnages dans Yu-Gi-Oh! et de Sanji dans One Piece. Il est également Captain America dans les Avengers. « Le doublage, en fait, c'est à la fois compliqué et pas compliqué », confia Olivier Cuvelier au journal Le Soir en 2001.

## Théâtre

### Interprétations
- 1986-1987 : Coriolan de William Shakespeare, mise en scène par Jean-Claude Drouot : divers personnages
- 1989-1990 : Cyrano de Bergerac d'Edmond Rostand, mise en scène par Daniel Scahaise
- 1990-1991 : Quasimodo d'après Victor Hugo, adapté par Alain Brunard et Philippe Raymakers, mise en scène par Alain Brunard
- 1991-1992 : Hamlet de William Shakespeare, mise en scène par Jean-Claude Idée : Francesco
- 1993-1994 : Tartuffe de Molière, mise en scène par Daniel Leveugle : Damis
- 1997-1999 : Un air de famille de Jean-Pierre Bacri et Agnès Jaoui, mise en scène par Yves Larec[5] : Denis
- 1998 : Le Comédien de Sacha Guitry, mise en scène par Claude Volter[5]
- 1998 : La Soif et la Faim d'Eugène Ionesco, mise en scène par Jean-Claude Idée[5] : le premier gardien, le jeune homme, le juge et Frère Tripp
- 1998-1999 : Seul à seule d'Antoine Rault, mise en scène par Bernard Damien[5]
- 2001-2002 : Cyrano de Bergerac d'Edmond Rostand, mise en scène par Yves Larec (2e reprise)
- 2002-2003 : Le Diable et le Bon Dieu de Jean-Paul Sartre, mise en scène par Jean-Claude Idée : Hermann
- 2003-2004 : Cyrano de Bergerac d'Edmond Rostand, mise en scène par Jean-Claude Idée[6] (3e reprise)
- 2004 : Un air de famille de Jean-Pierre Bacri et Agnès Jaoui, mise en scène par Danielle Fire[6] : Denis (reprise)
- 2004 : Le Petit Homme d'Arkhangelsk de Georges Simenon, mise en scène par France Gilmon[6]
- 2004-2005 : L'École des femmes de Molière, mise en scène par Jean-Claude Idée : Alain
- 2005-2006 : Caligula d'Albert Camus, mise en scène par Jean-Claude Idée : Metellus
- 2006-2007 : Le Sourire du diable de Paul Emond, mise en scène par Patrick Kerbat[7]
- 2006-2007 : Candide de Voltaire, mise en scène par Jean-Claude Idée : le frère
- 2007-2008 : La Guerre de Troie n'aura pas lieu de Jean Giraudoux, mise en scène par Jean-Claude Idée : le géomètre et autres personnages
- 2008-2009 : L'Aiglon d'Edmond Rostand, mise en scène par Yves Larec : le maréchal Marmont
- 2009-2011 : La Nuit de l'audience de Jean des Cars et Jean-Claude Idée, d'après une idée de Jean-Louis Vilgrain, mise en scène par Patrice Kerbrat : le médecin
- 2013-2015 : Un air de famille de Jean-Pierre Bacri et Agnès Jaoui, mise en scène par Olivier Leborgne : Denis (2e reprise)

### Mise en scène
Olivier Cuvellier a également mis en scène des pièces de théâtre :
- 1989-1990 : Pour les beaux yeux de Grassoupov d'Éric De Staercke et Maxime Droite-Gauche (assistant)
- 1991 : Léonie est en avance de Georges Feydeau
- 2003-2004 : La Piaule de Pascal Vrebos, adaptation et mise en scène avec Julie Basecqz et Nathalie Hugo

## Doublage

### Cinéma

#### Films
- Tim Robbins dans :
  - Les Évadés (1994) : Andy Dufresne
  - Arlington Road (1999) : Oliver Lang

- Dermot Mulroney dans :
  - Le Mariage de mon meilleur ami (1997) : Michael O'Neal
  - Goodbye Lover (1998) : Jake Dunmore

- Paddy Considine dans :
  - De l'ombre à la lumière (2005) : Mike Wilson
  - Pride (2014) : David « Dai » Donovan

- 1986 : Les Arts martiaux de Shaolin : Sifu (Hai Yu)
- 1995 : Jade : Bill Barrett (Holt McCallany)
- 1995 : Assassins : Miguel Bain (Antonio Banderas)
- 1996 : Poursuite : Eddie Kasalivich (Keanu Reeves)
- 1996 : Petits mensonges entre frères : Mickey Fitzpatrick (Edward Burns)
- 1996 : Independence Day : le capitaine Jimmy Widler (Harry Connick Jr.)
- 1999 : La Ligne rouge : le soldat Bell (Ben Chaplin)
- 2005 : Sept Ans de séduction : Michael (Josh Stamberg)
- 2005 : SPL : Sha po lang : l'inspecteur Ma Kwun (Donnie Yen)
- 2006 : Son ex et moi : Chip Sanders (Jason Bateman)
- 2007 : Idiocracy : Joe Bowers / ministre « Pas Sûr » (Luke Wilson)
- 2008 : Bronson : Paul Daniels (Matt King)
- 2009 : Triangle : Downey (Henry Nixon (en))
- 2010 : Blood Island : l'inspecteur de police [Qui ?]
- 2011 : Le jour où je l'ai rencontrée : Jack Sargent (Sam Robards)
- 2012 : Fight Games : Gord Ogilvey, le capitaine des Highlanders (Richard Clarkin)
- 2012 : Lola Versus : Lenny (Bill Pullman)
- 2012 : La Maison au bout de la rue : Dan (Craig Eldridge)
- 2013 : Special ID : le capitaine Lei Peng (Zhigang Yang)
- 2013 : Puzzle : Gerry (Vincent Riotta (en))
- 2013 : La grande bellezza : le père de Carmelita (Ludovico Caldarera)
- 2014 : Cops : Les Forces du désordre : Brolin (Andy García)
- 2017 : Un prof pas comme les autres 3 : ? (?)
- 2018 : Assassination Nation : le passager (Ben Matheny)
- 2019 : Le Coupable idéal : ? (?)
- 2021 : Kenshin : L'Achèvement : le chef Uramura (Shingo Tsurumi)
- 2021 : Défense d'atterrir : ? (?)
- 2022 : The Lost King : John Langley (Steve Coogan) et John Ashdown-Hill (en) (James Fleet)
- 2022 : Esther 2 : Les Origines : Dr Novotny (David Lawrence Brown)
- 2023 : Big George Foreman : ? (?)

#### Films d'animation
- 1992 : Blinky Bill, le koala malicieux (en) : Splodge
- 1996 : La Flèche bleue : Walter
- 1999 : Pokémon 2 : Le pouvoir est en toi : Lugia
- 2001[n 1] : One Piece : L'Aventure de l'île de l'horloge : Sanji
- 2001 : Cowboy Bebop, le film : Bob
- 2002[n 2] : One Piece : Le Royaume de Chopper, l'île des bêtes étranges  : Sanji
- 2004 : La tour au delà des nuages : Tomizawa
- 2005[n 2] : One Piece : Le Baron Omatsuri et l'Île secrète : Sanji
- 2006 : Hui Buh : Le Fantôme du château : voix additionnelles
- 2007 : Naruto Shippuden : Les Liens : Jiraya
- 2009 : Naruto Shippuden : La Flamme de la volonté : Jiraya
- 2009[n 1] : One Piece: Strong World : Sanji
- 2010 : Naruto Shippuden: The Lost Tower : Jiraya
- 2011 : Naruto Shippuden: Blood Prison : Jiraya
- 2012 : Le Chien du Tibet : Smadu
- 2012 : Naruto Shippuden: Road to Ninja : Jiraya
- 2012 : Barbie : La Princesse et la Popstar : le roi Frédéric
- 2013 : One Piece : Z : Sanji
- 2013 : De la neige pour Noël : Plosen[8]
- 2015 : Barbie : Rock et Royales : Finn Oxford
- 2015 : Oups ! J'ai raté l'arche... : Chimpanzé
- 2016 : Bilal, la naissance d'un héros : Abu Al Hakam
- 2017 : La Légende du roi Salomon : Hadad
- 2019 : Le Cristal magique : voix additionnelles
- 2015 : Oups ! J'ai encore raté l'arche... : Chimpanzé

### Télévision

#### Téléfilms
- 2004 : La Sentinelle : Parker (Howard Antony)
- 2011 : Il était une fois à Castlebury... : Michael (Paisley en VO) Winterbottom, le majordome (Miles Richardson (en))
- 2011 : Les Deux Visages d'Amanda : l'inspecteur Alicastra (Fausto Maria Sciarappa (it))
- 2012 : 12 ans sans ma fille : Dave (David Cubitt)
- 2016 : Une couronne pour Noël : Fergus (Pavel Douglas (en))
- 2017 : Ma fille est innocente ! : Ben Ellison (Peter Michael Dillon)

#### Séries télévisées
- Timothy Hutton dans : 
  - Les Enquêtes de Nero Wolfe (2000-2002) : Archie Goodwin (2e voix, 28 épisodes)
  - The Haunting (2018) : Hugh Crain (10 épisodes, saison 1 : The Haunting of Hill House)
- 1982[n 3] : Police Squad : lieutenant Frank Drebin (Leslie Nielsen)
- Alerte Cobra : Rôles Secondaires.
- 2001-2004 : Mutant X : Adam Kane (John Shea)
- 2004-2005 : La Vie comme elle est : Michael Whitman (D. B. Sweeney)
- 2006[n 4] : Affaires d'États : Luke Gardner (Lennie James)
- 2007-2001 : Sea Patrol : capitaine de corvette puis capitaine de frégate Mike 'CO' Flynn (Ian Stenlake)
- 2007-2009 : De tout mon cœur : Alexandre « Leandro » Díaz Rivarola (Juan Darthés)
- 2007-2011 : Greek : Dean Bowman (Alan Ruck)
- 2008 : Janice Dickinson Modeling Agency : J. P. Calderon (télé-réalité)
- 2010 : Les Musiciens de Brême dans la série Les Contes de Grimm
- 2010 et 2011 : Doctor Who :  Malcolm Taylor (Lee Evans) (saison 4, épisode 15 (spécial) : Planète morte), Todd (James Albrecht) (saison 5, épisode 3 : La Victoire des Daleks), Marco (Darren Morfitt) (saison 5, épisode 4 : Le Labyrinthe des Anges, première et deuxième partie) et l'intendant (Simon Gregor) (saison 5, épisode 6 : Les Vampires de Venise)
- 2012 : Titanic : De sang et d'acier : Thomas Andrews (Billy Carter)
- 2014 : Turn : George Washington (Ian Kahn)
- 2015 : The Returned : Tony Darrow (Aaron Douglas)
- 2015 : Masters of Sex : Paul Edley (Ben Koldyke)
- 2017 : Underground : le révérend Willowset (Wayne Pere)
- 2018 :  The Haunting : Hugh Crain jeune (Henry Thomas) (10 épisodes, saison 1 : The Haunting of Hill House)
- 2018 : Waco : Edward Wiggins (Christopher Stanley (en)) (mini-série)
- 2019 : Keeping Faith : Hayden Swancott QC (Richard Lynch) (saison 2, épisodes 2 à 4)
- 2019-2021 : Mixed-ish : Harrison Jackson III (Gary Cole) (36 épisodes)
- 2020 : La Vengeance d'une femme : Kerim (Cemal Olgaç) (saison 1, épisode 1)
- 2020 : The Head : Erik Osterland (Richard Sammel) (saison 1)
- depuis 2020 : Mocro Maffia : ? (?)
- 2022 : Super Pumped : Eddy Cue (Rob Morrow)
- 2022 : Un jour après l'autre (es) : Francis [Qui ?] (saison 1, épisode 5)
- 2022 : Without Sin (en) : Eric (Alan Williams (en)) (mini-série)
- 2023 : The Mandalorian : Zed Orrelios (Steven Blum) (saison 3, épisode 5)
- 2023 : Les Émissaires (es) : Joaquín Bustamante (Francis Lorenzo) (saison 2, épisodes 1 et 2)
- 2023 : C*A*P*T*I*F*S : Axel Johannes (John C. McGinley)

#### Séries d'animation
- 1994-1995[n 5] : Magic Knight Rayearth : Ferio, Rafaga
- 1998 : Yu-Gi-Oh! : Bobasa, Hasan (1re voix) et le prêtre Karim (2e voix)
- depuis 1999[9] : One Piece : Sanji[n 6], Chienguin
- 2000-2003 : X-Men: Evolution : Piotr Rasputin / Colossus
- 2001 : Canards extrêmes : voix additionnelles
- 2002 : King of Bandit Jing : Jing
- 2002-2007 : Naruto : Jiraya, Shūra Shinobazu
- 2003 : Spider-Man : Les Nouvelles Aventures : voix additionnelles
- 2003 : Nom de code : Kids Next Door : M. Chapo Buffalo
- 2004-2008 : Yu-Gi-Oh! GX : Aster Phoenix, le frère de Harpie,  (épisode 132) Abidos III (épisode 40) et Demone
- 2005 : Détective Conan : Katsumi Yamada et voix diverses
- 2005 : Fantastic Children : Cooks
- 2005-2008 : Camp Lazlo : la Limace
- 2006 : Air Gear : Yoshitsune
- 2006 : Ayakashi: Japanese Classic Horror - Tenshu Monogatari : Yomoshichi Satou, Yamazu
- 2006-2008 : D.Gray-man : Bookman
- 2008-2011 : Yu-Gi-Oh! 5D's : Rudolf Heitman
- 2010 : Marvel Anime : Iron Man : le capitaine Nagato Sakurai
- 2010-2013 : Transformers: Prime : Knock Out
- 2011 : Beyblade: Metal Masters : Dr Ziggurat
- 2011 : Marvel Anime : Blade : Hagibis
- 2012 : Yu-Gi-Oh! Zexal : Nistro (2e voix)
- 2012-2022 : Arthur : David Read (3e voix, saisons 16 à 25)
- 2013-2014 : Lego Star Wars : Les Chroniques de Yoda : Palpatine / Dark Sidious, Han Solo
- 2013-2016 : Littlest Pet Shop : Roger Baxter
- 2013-2019 : Avengers Rassemblement : Steve Rogers / Captain America
- 2015-2018 : Ninjago : Neuro
- 2014-2018 : Star Wars Rebels : Zed Orrelios
- 2015 : Lego Star Wars : Les Contes des Droïdes : Palpatine, Han Solo et Mace Windu
- 2015-2017 : Transformers Robots in Disguise : Mission secrète : Steeljaw
- 2016 : Saint Seiya: Soul of Gold : Fáfnir de Nidhogg
- 2016 : Kuromukuro : Jiro
- 2018 : Transformers: Cyberverse : Wheeljack et Soundwave (en)
- 2021 : Rick et Morty : un client du magasin (saison 5, épisode 6)
- depuis 2021 : Thomas et ses amis : Tous en avant ! : Gordon
- 2023 : Farming Life in Another World : Doraime

#### OAV
- Blood Reign: Curse of the Yoma : Hikage
- Fatal Fury: Legend of the Hungry Wolf : Joe Higashi
- Samurai Shodown: The Motion Picture : Haohmaru

### Jeux vidéo
- 2023 : Naruto x Boruto: Ultimate Ninja Storm Connections : Jiraya et des membres du clan Uchiwa

### Direction artistique
Olivier Cuvellier est également directeur artistique,,,, :
Films
- 2018 : Assassination Nation

Séries télévisées
- 2018[13] : Voisins mais pas trop

Séries d'animation
- 2000-2004 : Static Choc
- 2002 : Returner
- 2004-2011 : Pouic explore le monde
- 2005-2008 : Camp Lazlo
- 2006-2008 : Un écureuil chez moi
- 2009-2014 : Fanboy et Chum Chum
- 2013 : Pac-Man et les Aventures de fantômes (avec Robert Guilmard)
- 2011 : Gantz II: Révolution
- 2014 : Puzzle
- 2016 : Kuromukuro
- 2016 : Schwarzesmarken
- 2016-2018 : Kong, le roi des singes
- 2017 : LEGO Elves : Les Secrets d'Elvendale
- 2017 : Buddy Thunderstruck (avec Frédéric Meaux)
- 2017-2023 : Euroshopping
- 2018 : Transformers: Cyberverse

## Voix off
Livres audio
- La Vérité et autres mensonges de Sascha Arango
- Un petit boulot d'Iain Levison
- Ne coupez jamais la poire en deux de Chris Voss et Tahl Raz